# GanttProject
 (septembre 2012).
GanttProject est un logiciel libre de gestion de projet écrit en Java, ce qui permet de l'utiliser sur divers système d'exploitation (Windows, Linux, MacOS). Il permet d'éditer un diagramme de Gantt.

## Historique
En janvier 2003, le projet est lancé par Alexandre Thomas, un étudiant de l’université de Marne-la-Vallée
L'ADAE a participé à la réalisation de la version 2.0.

## Fonctionnalités
L'outil GanttProject permet de planifier un projet à travers la réalisation de diagrammes de Gantt ainsi que des diagrammes de ressources et des réseaux PERT.
Voici la liste des fonctionnalités principales du projet :
- description de la structure de découpage du projet (en anglais "Work Breakdown Structure"). C'est une décomposition hiérarchique, axée sur les tâches, du travail que l’équipe de projet doit exécuter pour atteindre les objectifs du projet et produire les livrables voulus.
- liens multiples de précédences entre les tâches (prédécesseurs/successeurs) ;
- visualisation du chemin critique ;
- gestion des jours fériés et des vacances pour les ressources ;
- sauvegarde d’états du projet et comparaison ;
- sauvegarde des données au format XML (fichiers .gan) ;
- compatibilité avec Microsoft Project : importation et exportation au format MPX (*.mpx) et MSPDI (*.xml, format d'échange de donnée basé sur XML depuis Microsoft Project 2002) ;
- exportation du diagramme dans les formats : HTML, PDF, CSV, PNG ou JPEG[1] ;
- compatible avec un serveur WebDAV ;
- support de plus de 20 langues.

## Analyse critique
Le logiciel comporte certaines limitations et des défauts importants, certains non corrigés depuis 2006.

### Limitations
- La durée d'une tâche ne peut être inférieure à un jour[3].
- L'ajustement des ressources n'est pas inclus[4].

### Défauts importants
- Les jours chômés d'une ressource ne sont pas pris en compte dans le calcul de la planification (en 2006)[5],[6].
- Le logiciel devient très lent au-delà de 200 tâches (en 2010)[7].

### Conclusion
En 2013, du fait de ses limitations et de ses défauts, ce logiciel libre et gratuit propose des fonctions basiques, il est difficilement comparable à d'autres logiciels open source, ou des logiciels propriétaires. Il peut cependant suffire à un besoin léger et rapide de tracer et suivre les grandes lignes d'un projet.
Le site Ganttproject.org a été remplacé depuis quelques années (2016?). En 2022, le projet se poursuit sur le site www.ganttproject.biz.
La dernière version est la GanttProject 3.3, (GanttProject 3.3.3300 pour Windows), en date du 15 Janvier 2024 .
L'avant-dernière version est la GanttProject 3.2, (GanttProject 3.2.3240 pour Windows), en date du 31 Mars 2022.